# СерьГа
СерьГа е руска рок група, създадена през 1994 г. от Сергей Галанин в Москва. Названието на групата е съставено от първите срички на имената на основателя.

## История
Групата е основана на 1 юни 1994 г. Малко по-рано същата година вокалистът Сергей Галанин е записал свой самостоятелен албум, и изпълнява песните от него в състава на новата група. В този албум са песните „А что нам надо“ и „Спокойной ночи“. В първата формация на СерьГа, освен Галанин, са Сергей Левитин (китара), Алексей Молодцов (бас), Любов Трифанова (китара) и Игор Ярцев (барабани). В края на годината Ярцев напуска групата, а на негово място идва Артур Мечл. В този състав те записват и първия албум на групата. През 1996 г. СерьГа участват на фестивала "Rock-Line-96" и са подгряваща група на Дийп Пърпъл на концерта им в Киев. На 6 ноември 1996 г. СерьГа изнасят и първия си самостоятелен концерт.
През 1997 г. издават два албума – „Долина глаз“ и „Дорога в ночь“. Групата подгрява Крис Норман на концерта му в ГЦКЗ „Россия“ същата година. През 1998 СерьГа се разделят със своя продуцент Дмитрий Гройсман, в резултат на което музикантите започват да наблягат на по-тежко и алтернативно звучене. През 2000 издават албума си „Страна чудес“, а едноименната песен се превръща в хит. Освен това са записани дуетни парчета с Константин Кинчев и Армен Грягорян.

## Дискография
| Название                     | Участници                                             | Година |
| ---------------------------- | ----------------------------------------------------- | ------ |
| Собачий вальс                | Галанин/Аюпов/Ярцев/Павленко/Ермолин/Лихачев/Романова | 1994   |
| СерьГа                       | Галанин/Левитин/Молодцов/Мечль/Аюпов/Трифанова        | 1995   |
| Долина глаз                  | Галанин/Левитин/Молодцов/Балакирев/Аюпов/Трифанова    | 1997   |
| Дорога в ночь                | Галанин/Левитин/Молодцов/Балакирев/Трифанова          | 1997   |
| Живая коллекция              | Галанин/Левитин/Прокушенков/Балакирев                 | 1998   |
| Страна чудес                 | Галанин/Левитин/Прокушенков/Балакирев                 | 1999   |
| Лучшие песни                 | Галанин/Левитин/Прокушенков/Балакирев                 | 2001   |
| Я такой, как все             | Галанин/Левитин/Прокушенков/Балакирев                 | 2003   |
| Ночная дорога в страну чудес | Галанин/Левитин/Прокушенков/Балакирев                 | 2005   |
| Нормальный человек           | Галанин/Кифияк/Прокушенков/Балакирев                  | 2006   |
| Детское сердце               | Галанин/Кифияк/Крынский/Поляков                       | 2011   |
| Природа, свобода и любовь    | Галанин/Кифияк/Кринский/Поляков                       | 2011   |